# Брамше
Бра́мше (нем. Bramsche) — город в Германии, в земле Нижняя Саксония.
Входит в состав района Оснабрюк. Население составляет 30 986 человек (на 31 декабря 2010 года). Занимает площадь 183,32 км². Официальный код — 03 4 59 014.
Город подразделяется на 14 городских районов.
| Год  | Население |
| ---- | --------- |
| 1990 | 32 690    |
| 1995 | 28 937    |
| 2000 | 32 258    |
| 2005 | 31 013    |
| 2010 | 31 033    |

## Исторические события
Неподалёку от современного г. Брамше в 9 году произошла битва в Тевтобургском лесу между германцами и римской армией.

## Экономика
В Брамше располагается фабрика компании Rasch по производству обоев.